# Équipe cycliste Capec
L'équipe cycliste Capec est une ancienne équipe continentale de cyclisme sur route kazakhe, active de 2004 à 2007. Elle participe aux circuits continentaux de cyclisme, en particulier l'UCI Asia Tour. Son coureur Andrey Mizourov en a remporté la première édition en 2005, tandis que l'équipe a terminé première du classement par équipes de l'UCI Africa Tour 2006. En 2007, pour sa dernière saison, l'équipe redescend au niveau amateur.

## Principales victoires
- Tour de Grèce : 2004 (Assan Bazayev)
- Tour de Chine : 2005 (Andrey Mizourov)
- Vuelta a la Independencia Nacional : 2005 (Andrey Mizourov)
- Tour d'Égypte : 2006 (Ilya Chernyshov)

## Classements UCI
Pour sa première saison, l'équipe était classée parmi les Groupes Sportifs III, soit la troisième division des équipes cyclistes professionnelles.
| Saison | Classement par équipes | Meilleur coureur au classement individuel |
| ------ | ---------------------- | ----------------------------------------- |
| 2004   | 32e (GSII)             | Kairat Baigudinov (663e)                  |

À partir de 2005, l'équipe participe aux épreuves des circuits continentaux et principalement aux épreuves de l'UCI Asia Tour. Les tableaux ci-dessous présentent les classements de l'équipe sur les différents circuits, ainsi que son meilleur coureur au classement individuel.
UCI Africa Tour
| Saison | Classement par équipes | Meilleur coureur au classement individuel |
| ------ | ---------------------- | ----------------------------------------- |
| 2006   | 1er                    | Ilya Chernyshov (12e)                     |

UCI America Tour
| Saison | Classement par équipes | Meilleur coureur au classement individuel |
| ------ | ---------------------- | ----------------------------------------- |
| 2005   | 27e                    | Assan Bazayev (366e)                      |

UCI Asia Tour
| Saison | Classement par équipes | Meilleur coureur au classement individuel |
| ------ | ---------------------- | ----------------------------------------- |
| 2005   | 2e                     | Andrey Mizourov (1er)                     |
| 2006   | 6e                     | Dmitriy Gruzdev (35e)                     |

UCI Europe Tour
| Saison | Classement par équipes | Meilleur coureur au classement individuel |
| ------ | ---------------------- | ----------------------------------------- |
| 2005   | 53e                    | Assan Bazayev (166e)                      |
| 2006   | 91e                    | Andrey Mizourov (258e)                    |

## Victoires
| Date       | Course                                  | Pays      | Classe | Vainqueur          |
| ---------- | --------------------------------------- | --------- | ------ | ------------------ |
| 27/04/2004 | Prologue du Tour de Grèce               | Grèce     | 2.5    | Maxim Iglinskiy    |
| 02/05/2004 | Classement général du Tour de Grèce     | Grèce     | 2.5    | Assan Bazayev      |
| 07/05/2004 | 1re étape du Prix de la Slantchev Brjag | Bulgarie  | 2.5    | Maxim Iglinskiy    |
| 20/05/2005 | 4e étape du Tour du Japon               | Japon     | 2.2    | Andrey Mizourov    |
| 27/05/2005 | Grand Prix Jamp                         | Slovaquie | 1.2    | Andrey Mizourov    |
| 29/07/2005 | 1re étape du Tour de Chine              | Chine     | 2.2    | Andrey Mizourov    |
| 31/07/2005 | Classement général du Tour de Chine     | Chine     | 2.2    | Andrey Mizourov    |
| 13/02/2006 | 2e étape du Tour d'Égypte               | Égypte    | 2.2    | Ilya Chernyshov    |
| 14/02/2006 | 3e étape du Tour d'Égypte               | Égypte    | 2.2    | Alexey Zaitsev     |
| 16/02/2006 | 5e étape du Tour d'Égypte               | Égypte    | 2.2    | Valeriy Dmitriyev  |
| 19/02/2006 | Classement général du Tour d'Égypte     | Égypte    | 2.2    | Ilya Chernyshov    |
| 26/04/2006 | 2e étape du Tour de Bretagne            | France    | 2.2    | Andrey Mizourov    |
| 06/08/2006 | 2e étape a du Tour de la Guadeloupe     | France    | 2.2    | Andrey Mizourov    |
| 06/08/2006 | 2e étape b du Tour de la Guadeloupe     | France    | 2.2    | Andrey Mizourov    |
| 13/08/2006 | 9e étape b du Tour de la Guadeloupe     | France    | 2.2    | Andrey Mizourov    |
| 17/11/2006 | 6e étape du Tour de Hainan              | Chine     | 2.2    | Valentin Iglinskiy |

## Capec en 2006

### Effectif
| Cycliste            | Date de naissance | Nationalité | Équipe 2005 |
| ------------------- | ----------------- | ----------- | ----------- |
| Ilya Chernyshov     | 06.09.1985        | Kazakhstan  | Capec       |
| Valeriy Dmitriyev   | 10.10.1984        | Kazakhstan  |             |
| Aleksandr Dyachenko | 17.10.1983        | Kazakhstan  | Capec       |
| Alexandr Dymovskikh | 05.08.1983        | Kazakhstan  | Capec       |
| Dmitriy Gruzdev     | 13.03.1986        | Kazakhstan  |             |
| Valentin Iglinskiy  | 12.05.1984        | Kazakhstan  | Capec       |
| Nazar Jumabekov     | 03.01.1987        | Kazakhstan  |             |
| Alexandr Kozyrenko  | 23.06.1987        | Kazakhstan  |             |
| Alexey Lyalko       | 12.01.1985        | Kazakhstan  |             |
| Andrey Medyannikov  | 11.06.1981        | Kazakhstan  |             |
| Andrey Mizourov     | 16.03.1973        | Kazakhstan  | Capec       |
| Vadim Vdovinov      | 19.10.1985        | Kazakhstan  | Capec       |
| Yuriy Yuda          | 13.09.1983        | Kazakhstan  | Capec       |
| Alexey Zaitsev      | 13.06.1986        | Kazakhstan  |             |